# Parque nacional y área natural de manejo integrado Cotapata
El Parque nacional y área natural de manejo integrado Cotapata (PN y ANMI Cotapata) es un área protegida de Bolivia que está localizada en la Cordillera Andina Oriental, entre la vertiente este de la Cordillera Real y el área de los Yungas de La Paz, entre las provincias de Murillo, en el municipio de La Paz, y Nor Yungas, en el municipio de Coroico.
Se extiende desde las cumbres de los cerros Manquilizani (5324 m), Telata (5336 m) e Illampu (5519 m), al oeste, abarcando buena parte de la cuenca hidrográfica del río Huarinilla, hasta, al este, la confluencia del citado río con el río Elena (a unos 1000 m).

## Extensión
Aunque la superficie en plano del área protegida está cercana a las 65 000 ha, la extrema rugosidad del territorio podría arrojar una cifra real superior a 85 000 ha, y es que, en poco más de 40 km, el área protegida experimenta un salto topográfico cercano a los 4.500 m s. n. m. Se trata, pues, de un espacio marcado por las fuertes pendientes, con una incisiva red hidrográfica y que alberga una gran variedad de ambientes a los que se adaptan las actividades y usos humanos.

## Pisos ecológicos

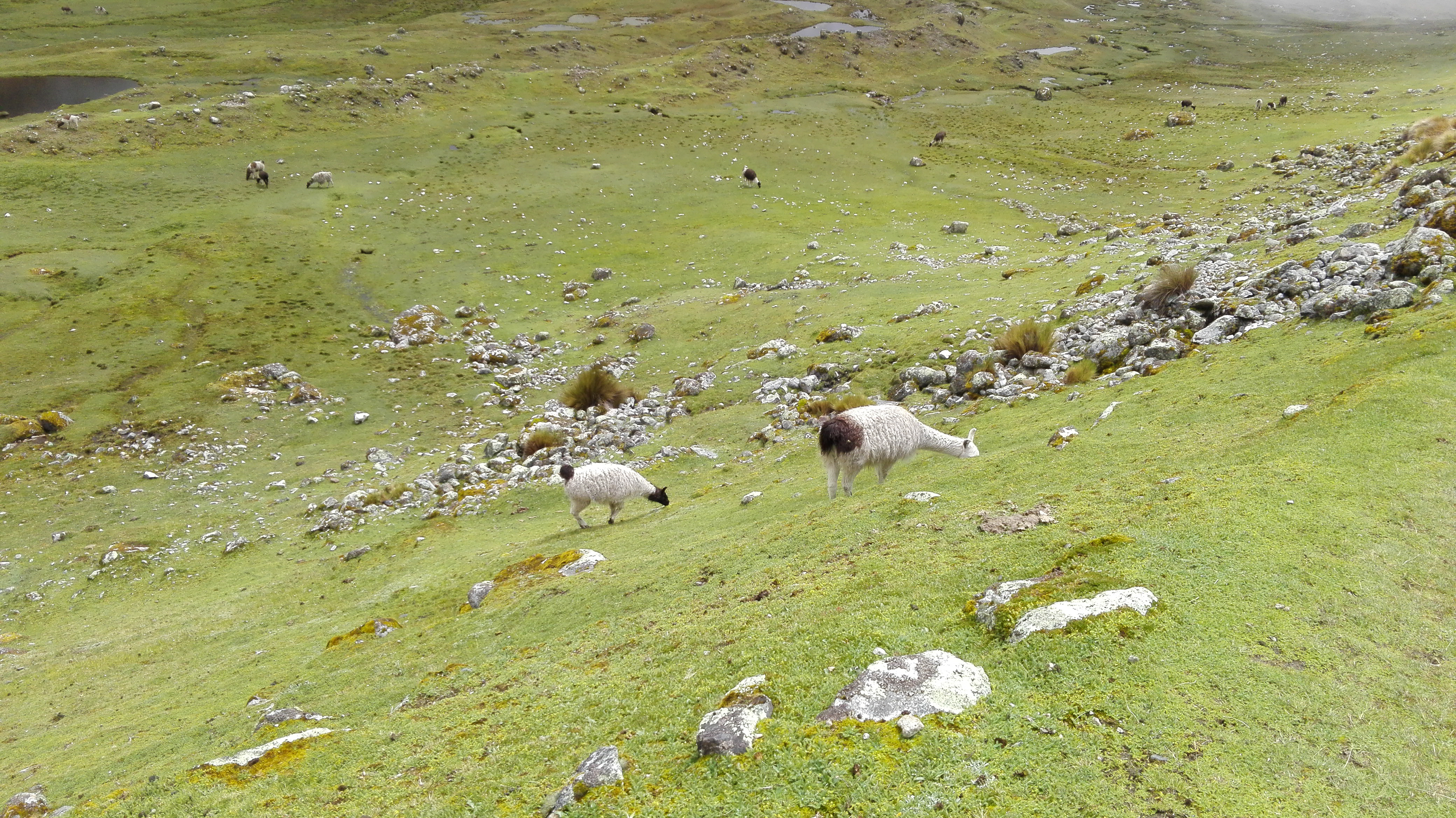
Llamas en el parque

El condicionamiento climático altitudinal marca la existencia de diversos pisos ecológicos que van desde los desolados nevados de las altas cumbres andinas hasta el bosque húmedo montano de yungas, pasando por medios periglaciares, pradera altoandina, bofedales, páramo yungueño y otros. Este escalonamiento de los ecosistemas es seguido por diferentes niveles de aprovechamiento y de las actividades, eminentemente agrícolas, de las poblaciones locales sobre el valle que conforma el núcleo del área protegida. A lo largo de la historia se han constituido zonas de aprovechamiento agro-pastoril (papa, oca, camélidos y otros), sistemas de agricultura de subsistencia en rotación de cultivos  como los de maíz, yuca, racacha, walusa, y otros; y aprovechamiento mixto con cultivos de orientación comercial como los cultivos de café, cítricos y coca fundamentalmente.

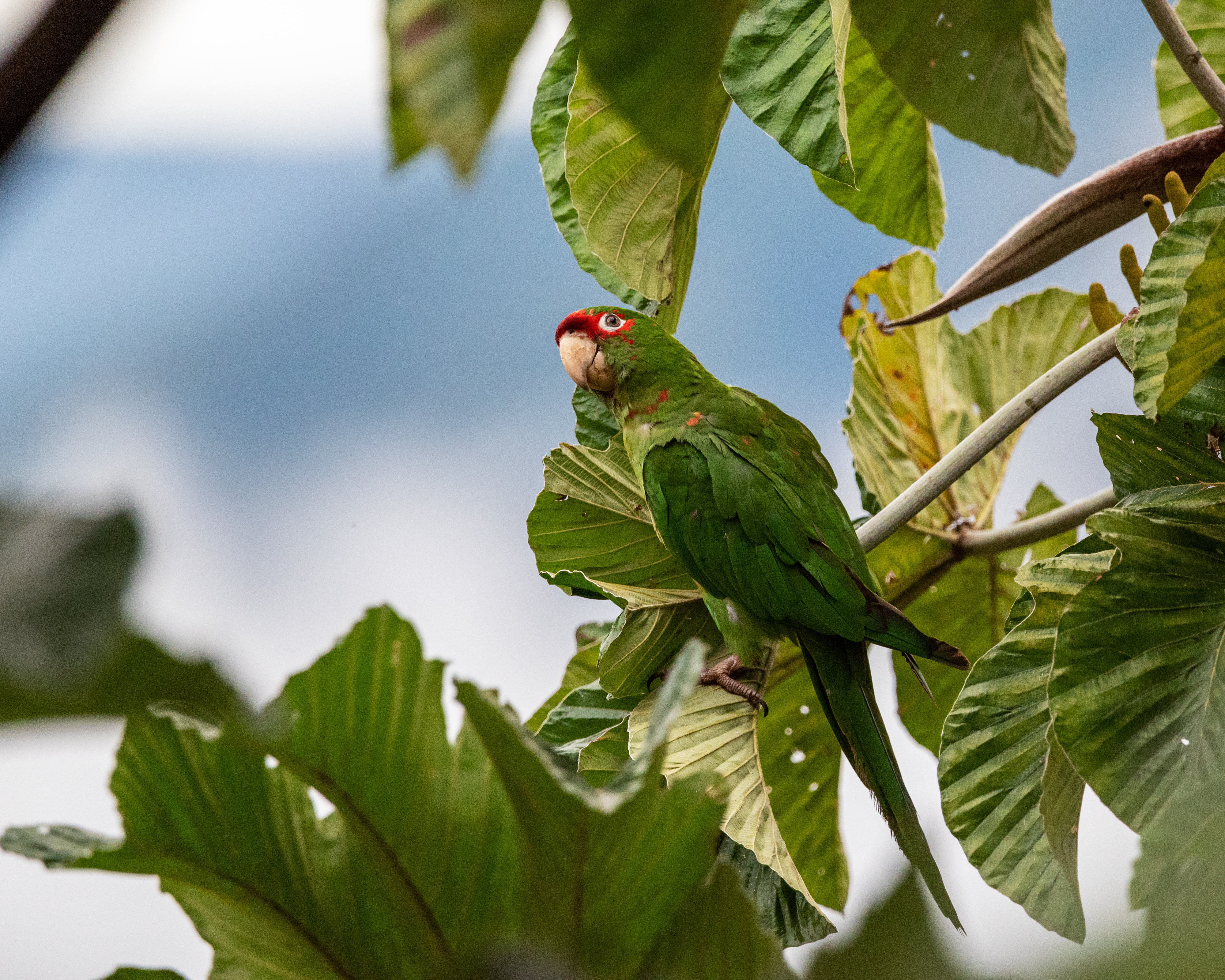
Aratinga en el Parque nacional y área natural de manejo integrado Cotapata

El parque nacional cubre aproximadamente el 40 % de la superficie total del espacio protegido.

## Atractivos
Por el área protegida de Cotapata se encuentran numerosos caminos y senderos precolombinos, entre los cuales se destacan:
- Camino precolombino El Choro
- Camino precolombino Sillutinkara
- Camino precolombino Umapalca –Tiquimani
- Camino precolombino Chojllapata

Así mismo, parte del Camino de la Muerte cruza por este parque nacional, siendo concurrido por ciclistas de montaña.

## Paisaje

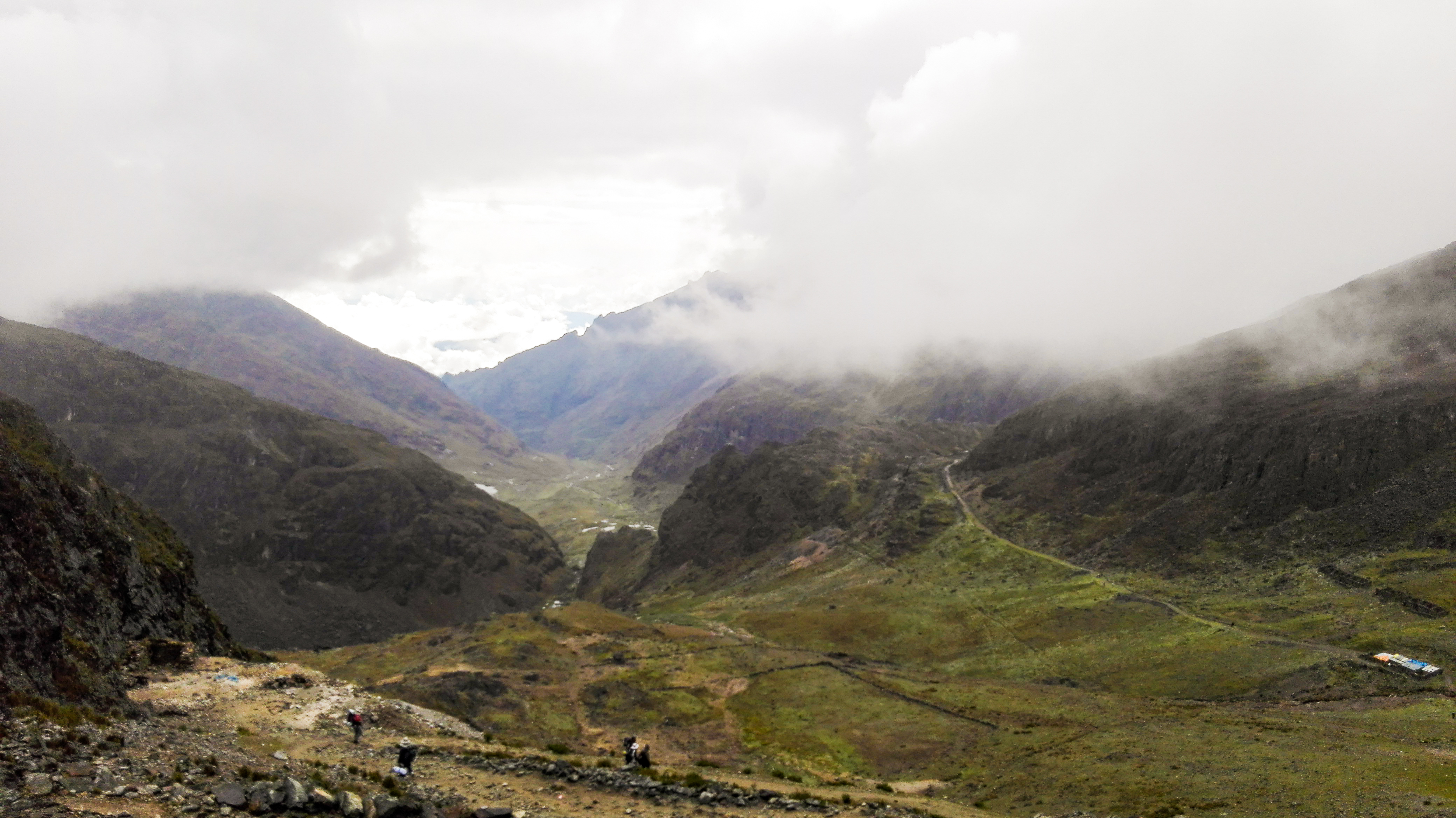
Vista panorámica al inicio de la ruta Takesi
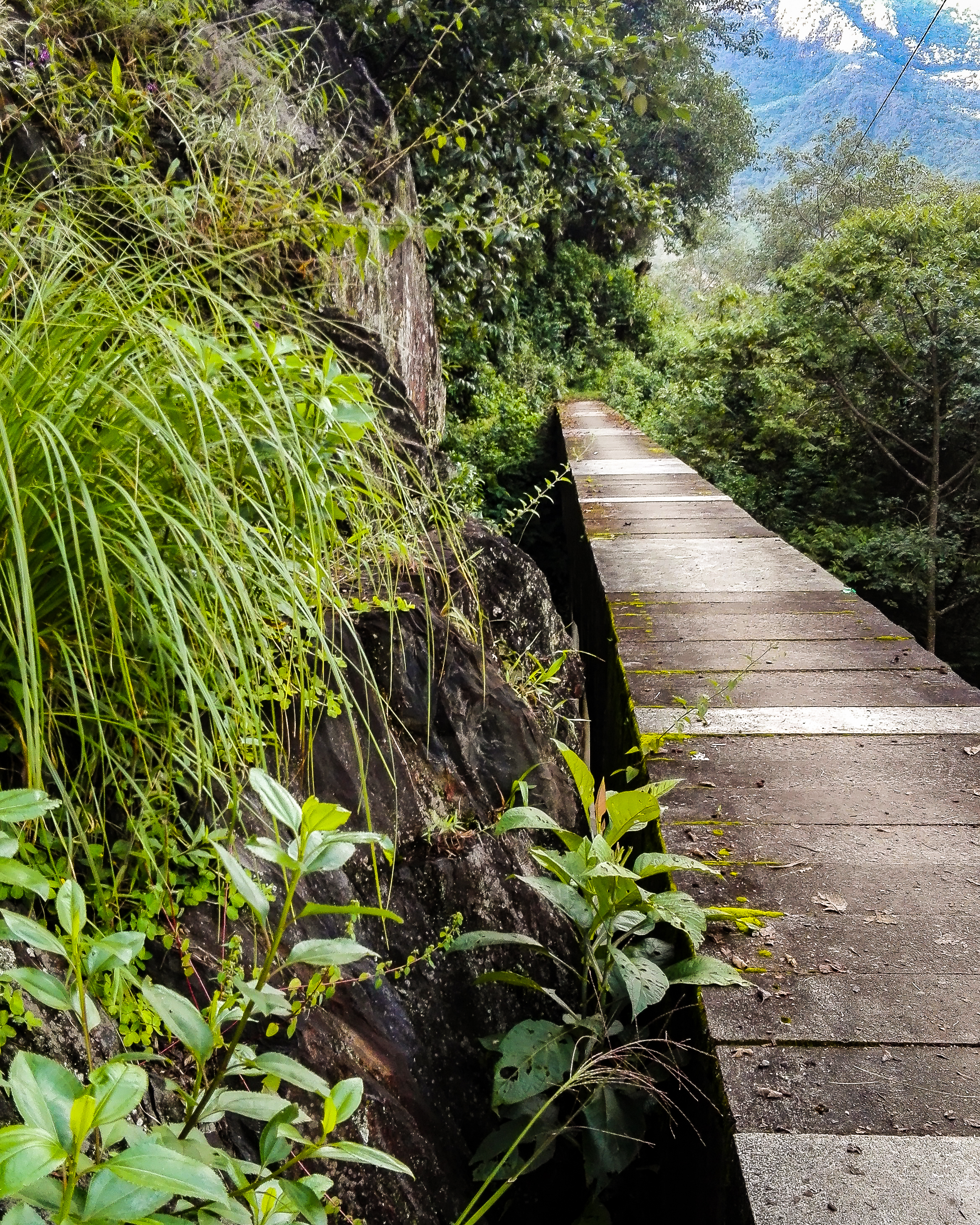
Puente en la ruta Takesi
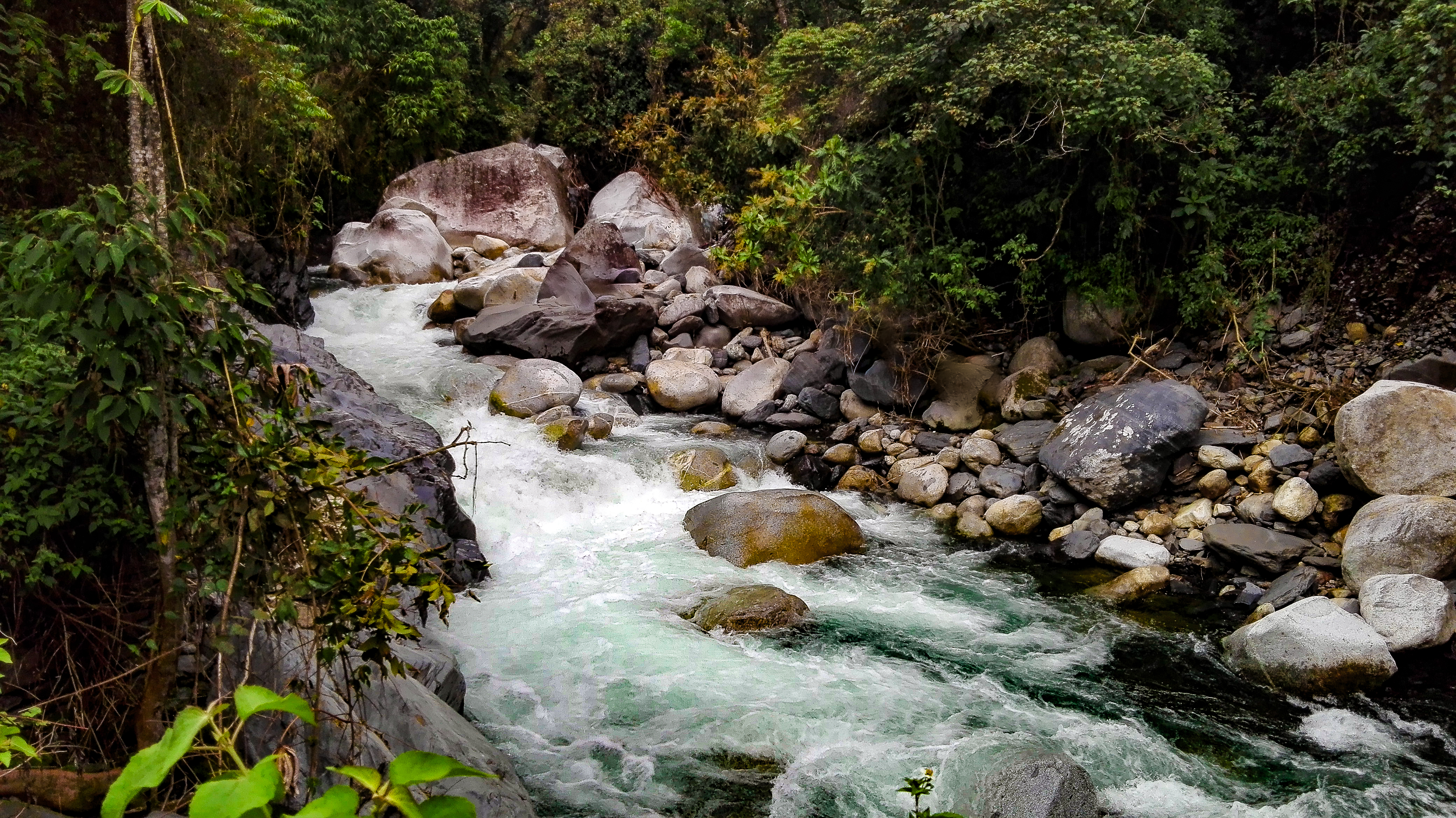
Arroyo en la ruta Takesi